# Coleophora fuchsiella
Coleophora fuchsiella é uma espécie de mariposa do gênero Coleophora pertencente à família Coleophoridae.